# St. Eriksplan (metropolitana di Stoccolma)
S:t Eriksplan (Sankt Eriksplan) è una stazione della metropolitana di Stoccolma.
La sua denominazione trae origine dall'omonima piazza presente in superficie: questa è situata sul territorio della circoscrizione di Norrmalm, più precisamente nel quartiere di Vasastaden. La stazione si trova sulla linea verde della rete metroviaria locale, fra le stazioni Odenplan e Fridhemsplan.

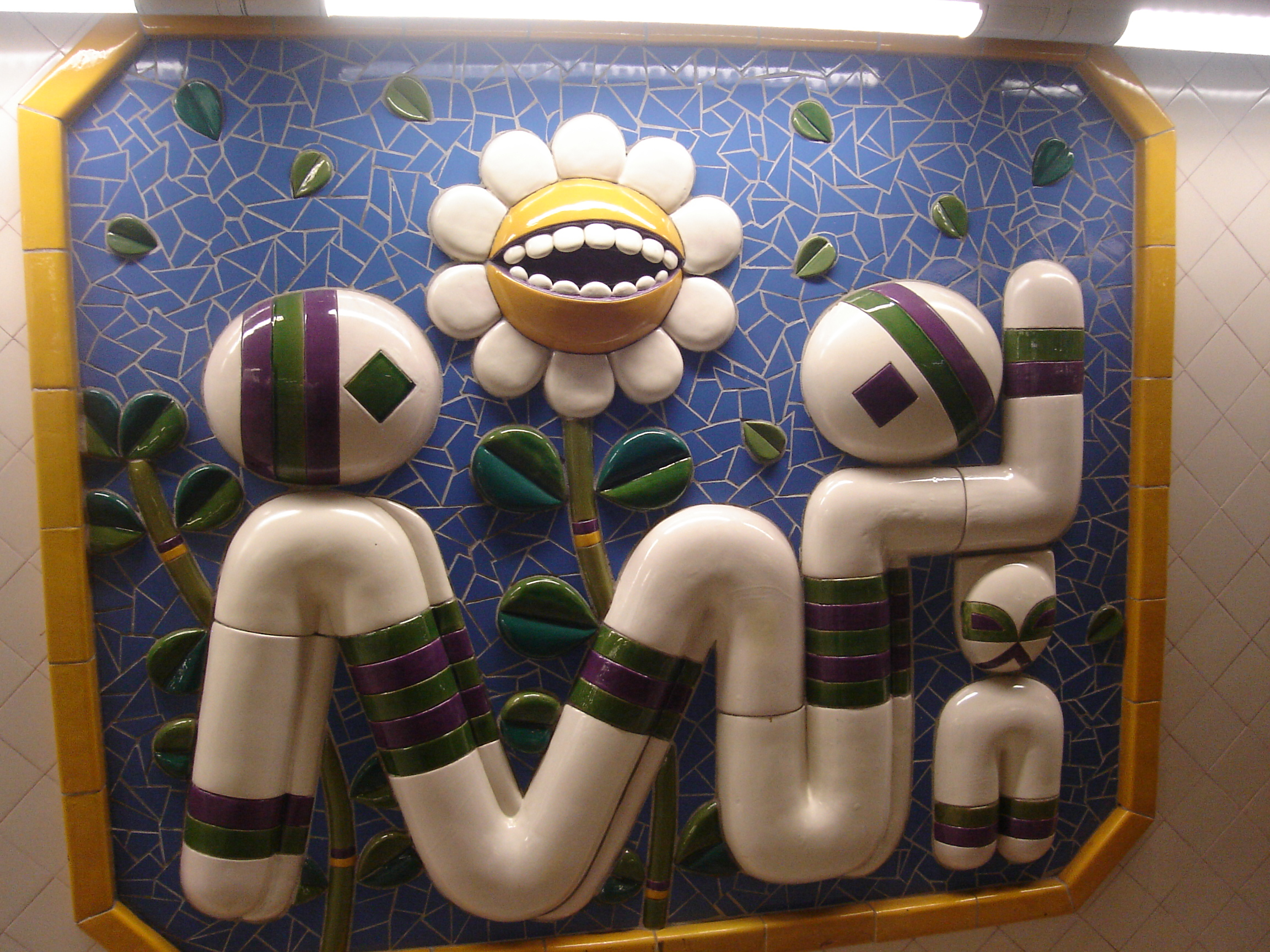
Un dettaglio degli interni.

Divenne operativa dal 26 ottobre 1952, giorno in cui fu aperto al pubblico l'intero tratto compreso fra le stazioni Hötorget e Vällingby.
Si tratta di una stazione sotterranea, in quanto la piattaforma è collocata ad una profondità di circa 8 metri sotto il livello del suolo. S:t Eriksplan dispone di due ingressi distinti, uno ubicato nell'omonima piazza ed uno all'incrocio fra i viali Torsgatan e S:t Eriksgatan. Gli interni sono decorati con piastrelle di ceramica.
Durante un normale giorno lavorativo è utilizzata da circa 21.500 persone.
A circa 450 metri di distanza sorge la stazione di Karlberg, operativa sulla linea relativa alla ferrovia suburbana pendeltåg.

## Tempi di percorrenza
| Linea | Capolinea       | Tempo  | Stazione                       | Tempo              |
| T17   | Åkeshov         | 16 min | T-Centralen Gamla stan Slussen | 7 min 9 min 10 min |
| T17   | Skarpnäck       | 27 min | T-Centralen Gamla stan Slussen | 7 min 9 min 10 min |
| T18   | Alvik           | 9 min  | T-Centralen Gamla stan Slussen | 7 min 9 min 10 min |
| T18   | Farsta strand   | 32 min | T-Centralen Gamla stan Slussen | 7 min 9 min 10 min |
| T19   | Hässelby strand | 28 min | T-Centralen Gamla stan Slussen | 7 min 9 min 10 min |
| T19   | Hagsätra        | 31 min | T-Centralen Gamla stan Slussen | 7 min 9 min 10 min |